# Morten Harry Olsen
Morten Harry Olsen, född 15 augusti 1960 i Narvik, är en norsk författare. Olsen har studerat i kriminologi vid Universitetet i Oslo och filosofi vid Universitetet i Tromsø. Han har arbetat som expeditör, taxichaufför, nattportiér, journalist, översättare, kontorist, litteraturkritiker, förlagskonsulent och forlagsredaktör. Han har varit ordförande i Norsk Forfattersentrum (1989-1991), ordförande i arrangemangskommitén för Bragepriset (1991-1995) och vice ordförande för Den norske Forfatterforening (1997-1998). Mellan 1988 och 1991 var han medlem av Den norske Forfatterforeningens litterära råd. Under perioden 1992-1996 var han redaktör för Bokklubben krim og spenning. 
Olsen debuterade litterärt 1985 med novellsamlingen For alt hva vi er verdt, som blev belönad med Tarjei Vesaas debutantpris.